# Zakład (prawo gospodarcze)
Zakład – funkcjonalnie odrębna jednostka, stanowiąca część przedsiębiorstwa (zwanego przedsiębiorstwem macierzystym).
Istnieją różne terminy na określanie zakładów przedsiębiorstw (jednak pojęcia te, mogą mieć zupełnie inne znaczenie nadawane im na potrzeby jakiejś części prawa), są to np.:
- filia (np. banków),
- oddział przedsiębiorstwa,
- ośrodek zamiejscowy (np. uczelni),
- agenda.

Jednostka gospodarcza działająca w strukturze kilku zakładów, określana jest jako przedsiębiorstwo wielozakładowe.

## W międzynarodowym prawie podatkowym
W międzynarodowym prawie podatkowym pojęcie zakład, oznacza funkcjonalnie odrębną jednostkę położoną w innym państwie niż przedsiębiorstwo macierzyste. W tym rozumieniu, dla celów podatkowych zakład traktowany jest jako odrębne przedsiębiorstwo. Zatem posiada on kapitał zakładowy, odrębne aktywa i osobno od przedsiębiorstwa macierzystego ponosi koszty i ryzyko. Zakład i przedsiębiorstwo macierzyste traktowane są jako niezależne, lecz powiązane kapitałowo przedsiębiorstwa.
Określenie zakład obejmuje w szczególności:
- siedzibę zarządu,
- filię,
- biuro,
- zakład fabryczny,
- warsztat,
- kopalnię,
- źródło ropy naftowej lub gazu,
- kamieniołom albo każde inne miejsce wydobywania zasobów naturalnych.

Szczególnymi rodzajami zakładu są zakład typu budowlanego i zakład typu agencyjnego. Pierwszy z nich może zostać ukonstytuowany - zgodnie z testem czasu realizacji inwestycji - gdy plac budowy, prace budowlane lub instalacyjne trwają dłużej niż 12 miesięcy (rozwiązanie modelowe). W poszczególnych umowach o unikaniu podwójnego opodatkowania minimalny czas prowadzenia inwestycji może być różny (np. 6 miesięcy, 9 miesięcy, 18 miesięcy). Natomiast zakład typu agencyjnego może powstać, jeżeli dana osoba (agent) działa w państwie w imieniu przedsiębiorstwa (nierezydenta) i zwyczajowo zawiera umowy lub zwyczajowo odgrywa istotną rolę prowadzącą do zawarcia umów w imieniu przedsiębiorstwa, a także gdy umowy te dotyczą majątku przedsiębiorstwa lub świadczenia usług przez to przedsiębiorstwo.